# Cinta Larga
I Cinta Larga  sono un gruppo etnico del Brasile con una popolazione stimata in 1.567 individui nel 2010 (Funasa).  Il nome deriva dal fatto che i membri di questo gruppo sono soliti portare una sorta di cintura fatta di corteccia intorno alla vita. Il nome fu inventato dalla popolazione del luogo e adottato poi dalla Fundação Nacional do Índio.

## Lingua
Parlano la lingua Cinta Larga che appartiene alla famiglia linguistica Monde, una lingua che condividono, con lievi variazioni, con i loro vicini Gavião, Suruí e Zoró.

## Insediamenti
Vivono negli stati brasiliani di Mato Grosso e Rondônia. In particolare, sono stanziati sulla riva sinistra del fiume Juruena, nei pressi del fiume Vermelho, fino alle sorgenti del fiume Juina Mirim, dalle sorgenti del fiume Aripuanã fino alla cascata di Dardanelos; sui fiumi Marques Tenente e Cardoso Capitão e nelle zone dei fiumi Eugenia, Amarelo, Amarelinho, Guariba, Branco do Aripuanã e Roosevelt. I territori indigeni che occupano, tutti omologati ufficialmente e comprendenti un'area di circa 2,7 milioni di ettari, sono il Roosevelt, la Serra Morena e il Parque Aripuanã.
Le comunità sono distribuite in vari villaggi che si dividono in:
- Villaggi di Paábiey ("quelli in alto"), o Obiey ("dalle sorgenti"), a sud, nelle zone intorno al Marques Tenente e all'Eugenia.
- Villaggi di Pabirey ("quelli di mezzo"), alla confluenza dei fiumi Cardoso Capitão e Roosevelt.
- Villaggi di Paepiey ("quelli di sotto"), a nord, sui fiumi Vermelho, Amarelo e Branco.

## Gruppi
Sembrano non avere auto-designazione o etnonimo. Infatti, i gruppi indigeni chiamati "Cinta Larga" si possono distinguere in tre sottogruppi che hanno occupato (prima del contatto con il FUNAI) territori esclusivi: i Kaba (senza suddivisioni), i Kakinada (con alcune suddivisioni) e i Mam (con varie suddivisioni: Dal Poz, 1991).

## Storia
Nel 1969 il numero totale di Cinta Larga fu stimato in circa 2.500 persone; nel 1981 la popolazione scese a circa 500 individui. Da quel momento la popolazione ha ripreso la sua crescita, raggiungendo circa 1.300 persone nel 2001.
Fin dal 1920, la tribù è spesso entrata in conflitto violento con i cercatori di gomma naturale, oro o diamanti e i taglialegna che cercavano di entrare nella regione. Nel 1960, i conflitti culminarono nel cosiddetto "Massacro dell'11º parallelo" (Massacre do Paralelo 11) in cui i cercatori di gomma uccisero molti membri dei Cinta Larga.